# Grammia
Grammia (лат.) — род бабочек из подсемейства медведиц. 

## Распространение
Большинство видов обитает в Северной Америке, причём встречаются они от зоны тундр до тропических лесов. И только немногие виды обитают как в Северной Америке, так и в Евразии: Grammia quenseli (Paykull, 1793), Grammia obliterata (Stretch, 1885), причём Grammia philipiana Ferguson, 1985 встречается как на Аляске, так и на острове Врангеля. Единственный палеарктический вид Grammia kodara Dubatolov et Schmidt, 2005 пока известен только с севера Забайкалья. Исходя из распространения рода, было сделано предположение, что он по происхождению североамериканский.
Когда гусеница бабочки-медведицы заражена личинками ос или мух, её иммунная система меняет восприятие вкусовых рецепторов, в результате насекомые начинают поедать больше алкалоидов. Учёные считают, что алкалоиды либо напрямую убивают яйца паразитов, либо заставляют иммунитет усилить свою защиту. Даже некоторые здоровые гусеницы поедают лечебные листья в небольших количествах, видимо, чтобы застраховать себя от будущего нападения. Энтомологи также выяснили, что незаражённым особям нельзя перегибать палку, так как переев токсичных листьев, они и сами иногда умирают.

## Виды
- Grammia allectans Ferguson, 1985
- Grammia anna (Grote, 1863)
- Grammia arge (Drury, 1773)
- Grammia behrii (Stretch, 1872)
- Grammia blakei (Grote, 1864)
- Grammia bolanderi (Stretch, 1872)
- Grammia bowmani Ferguson & Schmidt, 2007
- Grammia brillians Schmidt, 2009
- Grammia celia (Saunders, 1863)
- Grammia cervinoides (Strecker, 1876)
- Grammia complicata (Walker, [1865])
- Grammia doris (Boisduval, 1869)
  - Grammia doris doris (Boisduval, 1869)
  - Grammia doris minea (Slosson, 1892)
- Grammia edwardsi (Stretch, 1872)
- Grammia eureka Ferguson & Schmidt, 2007
- Grammia elongata (Stretch, 1885)
- Grammia favorita (Neumögen, 1890)
- Grammia fergusoni Schmidt, 2009
- Grammia figurata (Drury, 1773) (syn: Grammia celia (Saunders, 1863))
- Grammia f-pallida (Strecker, 1878) (syn: Apantesis sociata Barnes et McDunnough, 1910)
- Grammia hewletti (Barnes & McDunnough, 1918)
- Grammia incorrupta (H. Edwards, 1881)
- Grammia kodara Dubatolov et Schmidt, 2005
- Grammia margo Schmidt, 2009
- Grammia nevadensis (Grote & Robinson, 1866)
  - Grammia nevadensis nevadensis (Grote & Robinson, 1866)
  - Grammia nevadensis superba (Stretch, [1874])
  - Grammia nevadensis geneura (Strecker, 1880)
  - Grammia nevadensis gibsoni (McDunnough, 1937)
  - Grammia nevadensis vivida Schmidt, 2009
- Grammia obliterata (Stretch, 1885)
  - Grammia obliterata obliterata (Stretch, 1885)
  - Grammia obliterata turbans (Christoph, 1892)
- Grammia oithona (Strecker, 1878)
- Grammia ornata (Packard, 1864)
- Grammia parthenice (W. Kirby, 1837)
  - Grammia parthenice intermedia (Stretch, 1873)
  - Grammia parthenice parthenice (W. Kirby, 1837)
- Grammia philipiana Ferguson, 1985
- Grammia phyllira (Drury, 1773)
- Grammia placentia (J.E. Smith, 1797)
- Grammia quadranotata
- Grammia quenseli (Paykull, 1793)
  - Grammia quenseli gelida (Möschler, 1848)
  - Grammia quenseli liturata (Ménétriès, 1859)
  - Grammia quenseli quenseli (Paykull, 1793)
  - Grammia quenseli saura Dubatolov, 2007
  - Grammia quenseli zamolodchikovi Saldaitis et Ivinskis, 2001
- Grammia speciosa (Möschler, 1864)
  - Grammia speciosa speciosa (Möschler, 1864)
  - Grammia speciosa celineata Schmidt, 2009
- Grammia ursina Schmidt, 2009
- Grammia virgo (Linnaeus, 1758)
  - Grammia virgo virgo (Linnaeus, 1758)
  - Grammia virgo gigas Schmidt, 2009
- Grammia virguncula (W. Kirby, 1837)
- Grammia williamsii (Dodge, 1871)
  - Grammia williamsii williamsii (Dodge, 1871)
  - Grammia williamsii tooele (Barnes & McDunnough, 1910)
- Grammia yavapai Schmidt, 2009
- Grammia yukona Schmidt, 2009